# Sara Bakheet Youssef
Sara Bakheet Youssef (* 27. November 1987) ist eine ehemalige bahrainische Leichtathletin, die im Mittel- und Langstreckenlauf an den Start ging. Ihren größten Erfolg feierte sie mit dem Vizeasienmeistertitel über 1500 Meter im Jahr 2007 in Amman.

## Sportliche Laufbahn
Erste internationale Erfahrungen sammelte Sara Bakheet Youssef im Jahr 2006, als sie bei den Arabischen Juniorenmeisterschaften in Kairo in 2:14,05 min die Silbermedaille im 800-Meter-Lauf gewann und auch über 1500 Meter in 4:31,23 min die Silbermedaille gewann. Im Jahr darauf belegte sie bei den Arabischen Meisterschaften in Amman in 2:10,6 min den fünften Platz über 800 Meter und gewann in 4:21,86 min die Bronzemedaille im 1500-Meter-Lauf hinter den Marokkanerinnen Siham Hilali und Saïda el-Mehdi. Anschließend gewann sie bei den Asienmeisterschaften ebendort in 4:26,21 min die Silbermedaille über 1500 Meter hinter der Inderin Sinimole Paulose. Im Dezember gewann sie bei den Panarabischen Spielen in Kairo in 4:24,94 min die Bronzemedaille über 1500 Meter hinter der Marokkanerin Seltana Aït Hammou und Amina Bakhit aus dem Sudan. Zudem sicherte sie sich in 15:14,50 min die Silbermedaille im 5000-Meter-Lauf hinter der Tunesierin Safa Aissaoui. 2008 gewann sie bei den Hallenasienmeisterschaften in Doha in 4:26,70 min die Bronzemedaille über 1500 Meter hinter den Inderinnen Sinimole Paulose und Sushma Devi. Zudem gewann sie im 3000-Meter-Lauf in 9:40,47 min die Bronzemedaille hinter den Inderinnen Preeja Sreedharan und Kavita Tungar. Anschließend wurde sie bei den Crosslauf-Weltmeisterschaften in Edinburgh in 28:37 min 69. im Einzelrennen und beendete dann im selben Jahr ihre aktive sportliche Karriere im Alter von 21 Jahren.

## Persönliche Bestleistungen
- 1500 Meter: 4:21,86 min, 21. Mai 2007 in Amman
  - 1500 Meter (Halle): 4:26,70 min, 14. Februar 2008 in Doha
- 3000 Meter: 9:25,07 min, 30. Juni 2007 in Bern
  - 3000 Meter (Halle): 9:40,47 min, 15. Februar 2008 in Doha
- 5000 Meter: 16:29,57 min, 26. Mai 2007 in Hengelo